# New Basket Brindisi 2006-2007
La New Basket Brindisi 2006-2007, sponsorizzata Prefabbricati Pugliesi, prende parte al campionato dilettanti italiano di B Eccellenza. Vince la stagione regolare con 24V e 6P, 2435 punti fatti e 2186 subiti ma viene eliminata ai playoff dalla Prima Veroli

## Storia
Non vengono rinnovati i contratti di Paolo Giuliani che si trasferisce alla Pallacanestro Palestrina, Andrea Malamov che va alla Pallacanestro Sant'Antimo, Damiano Faggiano alla Pallacanestro Trapani, William Viale alla Olimpia Basket Matera, Stefano Bazzucchi al Basket Melfi, Michele Roselli alla Auxilium Torino e Alessandro Piazza alla Andrea Costa Imola ma nel corso della stagione ritornerà nelle file brindisine, Giampaolo Di Lorenzo abbandonerà l'attività agonistica per diventare coach a Potenza. Il roster viene quindi rinforzato con gli acquisti della guardia uruguagia Alejandro Muro dal Pool Firenze Basket, dell'ala-pivot Agostino Li Vecchi, dell'ala Marco Caprari e del play Daniele Parente dalla Scavolini Pesaro, del pivot Emanuele Mocavero
dal Pistoia Basket 2000 e del vice play Simone Berti proveniente dalla Igea Sant'Antimo.
A stagione in corso viene ingaggiata la giovane ala Riccardo Cortese dalla Fortitudo Bologna. 
Miglior marcatore della stagione è Marco Caprari con 574 punti in 36 presenze seguito da Alejandro Muro con 536 p. in 30 p. e Andrea Camata con 404 p. in 35 p.. La Prefabbricati Pugliesi Brindisi partecipa alle F4 per l'assegnazione della Coppa Italia Dilettanti dove viene sconfitta in finale dall'Assigeco Casalpusterlengo per 61-72.
Dettaglio statistico

## Roster
| New Basket Brindisi 2006/2007 | New Basket Brindisi 2006/2007 |
| Giocatori                     | Staff tecnico                 |
| ----------------------------- | ----------------------------- |

| N. | Naz.               | Ruolo | Nome                            | Anno | Alt.   | Peso |  |
| -- | ------------------ | ----- | ------------------------------- | ---- | ------ | ---- |  |
| 4  | Uruguay (bandiera) | G     | Alejandro Muro                  | 1974 | 185 cm |      |  |
| 5  | Italia (bandiera)  | P     | Daniele Parente                 | 1978 | 190 cm |      |  |
| 6  | Italia (bandiera)  | G     | Marcello Cozzoli                | 1990 | 188 cm |      |  |
| 7  | Italia (bandiera)  | PG    | Simone Berti                    | 1985 | 196 cm |      |  |
| 8  | Italia (bandiera)  | A     | Marco Caprari                   | 1976 | 194 cm |      |  |
| 9  | Italia (bandiera)  | P     | Giovanni Sardano                | 1982 | 178 cm |      |  |
| 10 | Italia (bandiera)  | A     | Agostino Li Vecchi              | 1970 | 204 cm |      |  |
| 11 | Italia (bandiera)  | G     | Andrea Rubino                   | 1986 | 185 cm |      |  |
| 12 | Italia (bandiera)  | A     | Salvatore Leo                   | 1986 | 202 cm |      |  |
| 13 | Italia (bandiera)  | C     | Andrea Camata                   | 1973 | 215 cm |      |  |
| 14 | Italia (bandiera)  | A     | Riccardo Cortese (dal 1/1/07)   | 1986 | 192 cm |      |  |
| 15 | Italia (bandiera)  | AC    | Manuele Mocavero                | 1980 | 203 cm |      |  |
| 16 | Italia (bandiera)  | P     | Alessandro Piazza (dal 26/3/07) | 1987 | 172 cm |      |  |
| 18 | Italia (bandiera)  | A     | Filippo Cattabiani              | 1970 | 200 cm |      |  |
| 19 | Italia (bandiera)  | P     | Stefano Sirena                  | 1990 | 185 cm |      |  |
|    | Italia (bandiera)  | G     | Walter Masi                     | 1990 | 193 cm |      |  |

| Allenatore                            |
| - Tony Trullo                         |
| Assistente/i                          |
| - Gigi Santini Legenda - (C) Capitano |

## Risultati

### Campionato

#### Stagione regolare
| Arbitri: | Fabiani Bianchini |

|                                |            |                                  |
| Macchniz 12, Pazzi 11, Bucci 9 | Punti      | Muro 23, Caprari 15, Mocavero 10 |
| Bucci 3                        | Assist     | 3 Parente                        |
| Macchniz 6                     | Rimbalzi   | 8 Camata                         |
| Stefano Cioppi                 | Allenatori | Tony Trullo                      |

| Arbitri: | Rostain (Torino) Scudiero (Milano) |

|                                |            |                                     |
| Muro 26, Caprari 18, Camata 13 | Punti      | Carrizo 23, Ghersetti 22, Bianchi 8 |
| Muro, Parente 3                | Assist     | 2 Plateo                            |
| Camata 7                       | Rimbalzi   | 8 Bianchi                           |
| Tony Trullo                    | Allenatori | Franco Gramenzi                     |

| Arbitri: | Biasini (Veroli) Pisoni (Milano) |

|                                    |            |                                   |
| Ianes 25, Trevisan 12, Vito 11     | Punti      | Caprari 20, Li Vecchi 16, Muro 13 |
| Evangelisti, De Monaco, Basanisi 3 | Assist     | 7 Parente                         |
| Ianes 15                           | Rimbalzi   | 10 Camata                         |
| Domenico Sorgentone                | Allenatori | Tony Trullo                       |

| Arbitri: | Ciaglia (Caserta) Borrelli (Napoli) |

|                                   |            |                                    |
| Muro 28, Caprari 14, Li Vecchi 14 | Punti      | Raschi 20, Rossi 12, Tomasiello 11 |
| Caprari 2                         | Assist     | 3 Raschi                           |
| Li Vecchi 10                      | Rimbalzi   | 9 Raschi                           |
| Tony Trullo                       | Allenatori | Stefano Salieri                    |

| Arbitri: | Capurro (Reggio Calabria) Giummarra |

|                                   |            |                                   |
| Ochoa 22, Svoboda 20, Virgilio 15 | Punti      | Camata 16, Muro 15, Cattabiani 13 |
| Virgilio 6                        | Assist     | 4 Parente                         |
| Bisconti 8                        | Rimbalzi   | 9 Cattabiani                      |
| Andrea Zanchi                     | Allenatori | Tony Trullo                       |

| Arbitri: | Luongo Balestreri |

|                                         |            |                                            |
| Caprari 21, Li Vecchi 21, Cattabiani 17 | Punti      | La Gioia 20, Londero 16, Di Marcantonio 15 |
| Caprari, Muro 3                         | Assist     |                                            |
| Camata 8                                | Rimbalzi   | 9 Di Marcantonio                           |
| Tony Trullo                             | Allenatori | Giovanni Benedetto                         |

| Arbitri: | Beneduce (Caserta) Orlandi |

|                                    |            |                                      |
| Esposito 22, Filloy 16, Mummolo 16 | Punti      | Muro 28, Li Vecchi 15, Cattabiani 10 |
| Filloy 6                           | Assist     | 3 Caprari                            |
| Carpi 9                            | Rimbalzi   | 6 Parente                            |
| Enrico Fabbri                      | Allenatori | Tony Trullo                          |

| Arbitri: | Del Guido Turbati |

|                                 |            |                                   |
| Muro 26, Mocavero 12, Camata 12 | Punti      | Di Viccaro 17, Dacic 13, Gullo 12 |
| Cattabiani 5                    | Assist     |                                   |
| Camata 13                       | Rimbalzi   | 7 Dacic                           |
| Tony Trullo                     | Allenatori | Giuseppe Sidoti                   |

| Arbitri: | Binda Di Francesco |

|                                      |            |                                       |
| Ferrienti 18, Sorrentino 13, Corvo 9 | Punti      | Cattabiani 15, Mocavero 12, Camata 12 |
| Cantone, Malamov 3                   | Assist     | 3 Cattabiani                          |
| Ferrienti 8                          | Rimbalzi   | 7 Cattabiani, Camata                  |
| Francesco Ponticiello                | Allenatori | Tony Trullo                           |

| Arbitri: | Di Francia Sinisi |

|                                   |            |                                     |
| Muro 23, Camata 18, Cattabiani 15 | Punti      | Avenia 25, Giuliani 17, Di Lembo 15 |
| Parente 4                         | Assist     | 3 Dilembo                           |
| Camata 9                          | Rimbalzi   | 9 Giuliani                          |
| Tony Trullo                       | Allenatori | Maurizio Polidori                   |

| Arbitri: | Gaudino Diana |

|                                       |            |                                 |
| Corvino 27, Longobardi 16, Mainoldi 8 | Punti      | Caprari 41, Camata 9, Sardano 9 |
| Corvino 5                             | Assist     | 5 Parente                       |
| Longobardi 15                         | Rimbalzi   | 11 Camata                       |
| Roberto Miriello                      | Allenatori | Tony Trullo                     |

| Arbitri: | Cappello De Gobbis |

|                                   |            |                                     |
| Caprari 18, Camata 16, Sardano 14 | Punti      | Stanic 21, Monzecchi 15, Shorter 10 |
| Berti, Mocavero 2                 | Assist     |                                     |
| Berti 7                           | Rimbalzi   | 5 Monti                             |
| Tony Trullo                       | Allenatori | Roberto Russo                       |

| Arbitri: | Ciaglia Balestreri |

|                                         |            |                                      |
| Toppo 20, Cinciarini 11, Chiaramello 10 | Punti      | Caprari 16, Cattabiani 15, Camata 15 |
| Cinciarini 7                            | Assist     | 5 Cattabiani                         |
| Chiaramello 11                          | Rimbalzi   | 11 Camata                            |
| Massimo Friso                           | Allenatori | Tony Trullo                          |

| Arbitri: | Buttinelli Scrima |

|                                     |            |                                      |
| Cattabiani 21, Camata 19, Sardano 8 | Punti      | Di Pierro 18, Agosta 15, Giordano 12 |
| Cattabiani, Parente 2               | Assist     |                                      |
| Cattabiani, Caprari 8               | Rimbalzi   | 7 Di Pierro, Mlinar                  |
| Tony Trullo                         | Allenatori | Manuel Scotto                        |

| Arbitri: | Gasparri Vecchio |

|                                   |            |                                       |
| Faggiano 15, Reale 14, Antrops 12 | Punti      | Caprari 22, Sardano 14, Cattabiani 12 |
| Colussi 3                         | Assist     | 4 Caprari                             |
| Reale 9                           | Rimbalzi   | 7 Cattabiani, Mocavero                |
| Gianluca Tucci                    | Allenatori | Tony Trullo                           |

| Arbitri: | Betetto Bramante |

|                                      |            |                                |
| Cattabiani 24, Camata 21, Caprari 12 | Punti      | Bucci 21, Pazzi 13, Calbini 11 |
| Caprari 5                            | Assist     |                                |
| Camata 7                             | Rimbalzi   | 11 Pazzi                       |
| Tony Trullo                          | Allenatori | Stefano Cioppi                 |

| Arbitri: | Riosa Dal Bosco |

|                                      |            |                                |
| Ghersetti 24, Guarino 16, Carrizo 15 | Punti      | Camata 19, Caprari 18, Muro 17 |
| Carrizo 3                            | Assist     | 2 Cattabiani                   |
| Iannilli 10                          | Rimbalzi   | 11 Camata                      |
| Franco Gramenzi                      | Allenatori | Tony Trullo                    |

| Arbitri: | Colasanti Cerbaucich |

|                                  |            |                                        |
| Mocavero 21, Muro 19, Sardano 11 | Punti      | Ianes 15, De Monaco 13, Evangelisti 10 |
| Muro 5                           | Assist     | 4 Evangelisti                          |
| Camata 9                         | Rimbalzi   | 13 Ianes                               |
| Tony Trullo                      | Allenatori | Domenico Sorgentone                    |

| Arbitri: | Di Giambattista Di Toro |

|                                       |            |                                   |
| Raschi 14, Tomasiello 12, Avanzini 12 | Punti      | Caprari 30, Cattabiani 10, Muro 8 |
| Tomasiello 3                          | Assist     |                                   |
| Rossi 13                              | Rimbalzi   | 14 Camata                         |
| Stefano Salieri                       | Allenatori | Tony Trullo                       |

| Arbitri: | Binda Orlandi |

|                                 |            |                                  |
| Muro 19, Caprari 17, Sardano 15 | Punti      | Causin 18, Saccoccio 12, Ochoa 9 |
| Sardano 3                       | Assist     |                                  |
| Camata 7                        | Rimbalzi   | 5 Causin                         |
| Tony Trullo                     | Allenatori | Andrea Zanchi                    |

| Arbitri: | Sivieri Battista |

|                                          |            |                                   |
| Rossi 20, Di Marcantonio 17, La Gioia 14 | Punti      | Camata 21, Cattabiani 18, Muro 18 |
| Di Marcantonio 3                         | Assist     | 5 Parente                         |
| Di Marcantonio 10                        | Rimbalzi   | 9 Camata                          |
| Giovanni Benedetto                       | Allenatori | Tony Trullo                       |

| Arbitri: | Pisoni Cè |

|                                    |            |                                  |
| Cattabiani 29, Muro 19, Cortese 14 | Punti      | Esposito 21, Gueye 16, Filloy 15 |
| Cattabiani 7                       | Assist     | 2 Serroni, Gueye                 |
| Camata 10                          | Rimbalzi   | 7 Delbrocco, Filloy              |
| Tony Trullo                        | Allenatori | Tonino Zorzi                     |

| Arbitri: | Moretti Cerbaucich |

|                                 |            |                                    |
| Orsini 16, Dacic 16, Capuano 14 | Punti      | Caprari 24, Cattabiani 17, Muro 15 |
| Gullo 3                         | Assist     | 2 Caprari                          |
| Capuano, Dacic 6                | Rimbalzi   | 8 Camata                           |
| Giuseppe Sidoti                 | Allenatori | Tony Trullo                        |

| Arbitri: | Fabiani Benatti |

|                                   |            |                                    |
| Muro 27, Caprari 24, Li Vecchi 10 | Punti      | Malamov 14, Corvo 12, Ferrienti 11 |
| Parente 5                         | Assist     | 2 Malamov                          |
| Li Vecchi 9                       | Rimbalzi   | 6 Cantone, Paleari                 |
| Tony Trullo                       | Allenatori | Francesco Ponticiello              |

| Arbitri: | Ranaudo Cè |

|                                       |            |                                |
| Palombita 25, Cortesi 14, Giuliani 12 | Punti      | Camata 21, Cortese 18, Muro 15 |
| Dilembo 3                             | Assist     | 3 Caprari                      |
| Cortesi 8                             | Rimbalzi   | 15 Camata                      |
| Maurizio Polidori                     | Allenatori | Tony Trullo                    |

| Arbitri: | Sinisi Vecchio |

|                                |            |                                   |
| Muro 18, Caprari 17, Camata 12 | Punti      | Viale 26, Corvino 25, Mainoldi 10 |
| Parente 8                      | Assist     | 3 Corvino                         |
| Parente 8                      | Rimbalzi   | 12 Longobardi                     |
| Tony Trullo                    | Allenatori | Roberto Miriello                  |

| Arbitri: | Canestrelli Flamini |

|                                         |            |                                   |
| Monzecchi 21, Shorter 14, Bolzonella 13 | Punti      | Muro 29, Caprari 19, Li Vecchi 16 |
| Bolzonella 4                            | Assist     | 5 Muro                            |
| Santolamazza 7                          | Rimbalzi   | 10 Camata                         |
| Giulio Cadeo                            | Allenatori | Tony Trullo                       |

| Arbitri: | Vaccarini Capurro |

|                                     |            |                                     |
| Muro 15, Mocavero 11, Cattabiani 10 | Punti      | Masieri 19, Toppo 15, Bertolazzi 12 |
| Parente 8                           | Assist     | 5 Bertolazzi                        |
| Li Vecchi 5                         | Rimbalzi   | 11 Chiaramello                      |
| Tony Trullo                         | Allenatori | Maurizio Lasi                       |

| Arbitri: | Di Francesco Fabiani |

|                         |            |                                       |
| Mlinar 19, Di Pierro 19 | Punti      | Mocavero 18, Caprari 13, Li Vecchi 12 |
| Esposito 4              | Assist     | 4 Parente                             |
| Mlinar 11               | Rimbalzi   | 7 Mocavero                            |
| Gianni Tripodi          | Allenatori | Tony Trullo                           |

| Arbitri: | Scrima Bartoli |

|                                    |            |                                     |
| Muro 19, Li Vecchi 18, Mocavero 15 | Punti      | Colussi 18, Antrops 17, Virgilio 12 |
| Piazza 7                           | Assist     | 3 Virgilio, Ottocento               |
| Camata 10                          | Rimbalzi   | 7 Antrops                           |
| Tony Trullo                        | Allenatori | Gianluca Tucci                      |

#### Play Off
| Arbitri: | Riosa Dal Bosco |

|                                  |            |                                |
| Becerra 15, Sacco 15, Maiocco 12 | Punti      | Caprari 23, Muro 17, Camata 16 |
| Sacco 4                          | Assist     | 3 Parente                      |
| Gironi 7                         | Rimbalzi   | 9 Camata                       |
| Guglielmo Roggiani               | Allenatori | Tony Trullo                    |

| Arbitri: | Di Francia Capurro |

|                                |            |                                 |
| Muro 23, Camata 22, Caprari 16 | Punti      | Maiocco 17, Sacco 16, Gallea 13 |
| Parente 5                      | Assist     | 3 Marino                        |
| Camata 10                      | Rimbalzi   | 9 Gironi                        |
| Tony Trullo                    | Allenatori | Guglielmo Roggiani              |

| Arbitri: | Beneduce Flammini |

|                                  |            |                                     |
| Caprari 25, Mocavero 16, Muro 11 | Punti      | Carrizo 24, Plateo 18, Ghersetti 17 |
| Parente, Cattabiani 5            | Assist     | 3 Guarino                           |
| Parente 5                        | Rimbalzi   | 8 Iannilli                          |
| Tony Trullo                      | Allenatori | Franco Gramenzi                     |

| Arbitri: | Ciaglia Volpe |

|                                    |            |                                      |
| Cattabiani 19, Muro 16, Parente 12 | Punti      | Carrizo 15, Iannilli 11, Palombita 9 |
| Piazza 3                           | Assist     | 3 Palombita                          |
| Cattabiani, Li Vecchi 6            | Rimbalzi   | 8 Iannilli                           |
| Tony Trullo                        | Allenatori | Franco Gramenzi                      |

| Arbitri: | Vaccarini Bartoli |

|                                     |            |                                   |
| Guarino 20, Carrizo 12, Iannilli 12 | Punti      | Muro 15, Li Vecchi 11, Mocavero 9 |
| Palombita 3                         | Assist     | 3 Muro                            |
| Iannilli 16                         | Rimbalzi   | 8 Caprari                         |
| Franco Gramenzi                     | Allenatori | Tony Trullo                       |

| Arbitri: | Gasparri Castellari |

|                                   |            |                                    |
| Carrizo 19, Guarino 18, Plateo 11 | Punti      | Muro 20, Li Vecchi 17, Mocavero 15 |
| Guarino 5                         | Assist     | 6 Parente                          |
| Ghersetti 11                      | Rimbalzi   | 4 Parente, Li Vecchi, Camata       |
| Franco Gramenzi                   | Allenatori | Tony Trullo                        |

### Coppa Italia

#### Summer Cup
| Arbitri: | Pecorella Sinisi |

|                                     |            |                                 |
| Corvino 29, Viale 22, Longobardi 14 | Punti      | Li Vecchi 24, Muro 16, Berti 14 |
| Roberto Miriello                    | Allenatori | Tony Trullo                     |

| Arbitri: | Morelli Paglialunga |

|                                |            |                                         |
| Muro 24, Caprari 21, Camata 14 | Punti      | Mainoldi 17, Longobardi 15, Menzione 13 |
| Tony Trullo                    | Allenatori | Roberto Miriello                        |

| Arbitri: | Beneduce Guadino |

|                                     |            |                                  |
| Binetti 21, Mlinar 18, Matteucci 12 | Punti      | Parente 18, Muro 18, Mocavero 17 |
| Manuel Scotto                       | Allenatori | Tony Trullo                      |

| Arbitri: | Morelli Sinisi |

|                                   |            |                                      |
| Li Vecchi 20, Camata 16, Berti 11 | Punti      | Mlinar 15, Di Pierro 14, Giordano 13 |
| Tony Trullo                       | Allenatori | Manuel Scotto                        |

| Arbitri: | Natale Napolitano |

|                                         |            |                                |
| Dalfini 19, Sorrentino 11, Ferrienti 10 | Punti      | Caprari 16, Muro 14, Camata 12 |
| Francesco Ponticiello                   | Allenatori | Tony Trullo                    |

| Arbitri: | Pecorella Paglialunga |

|                                   |            |                                      |
| Muro 24, Li Vecchi 23, Caprari 14 | Punti      | Malamov 11, Ferrienti 11, Dalfini 10 |
| Tony Trullo                       | Allenatori | Francesco Ponticiello                |

| Arbitri: | Binda Flamini |

|                                         |            |                               |
| Caprari 15, Li Vecchi 14, Cattabiani 14 | Punti      | Stanic 13, Monti 9, Shorter 8 |
| Tony Trullo                             | Allenatori | Roberto Russo                 |

| Pistoia 23 settembre 2006 Final 8 (semifinale), ore 21:00 UTC+2                                                                                    | N.B. Brindisi | 69 – 67 (13-14;34-39;48-52) referto | Robur Osimo |  |
| \| \| \| \| \| Muro 21, Caprari 21, Parente 10 \| Punti \| Pazzi 15, Macchiniz 15, Rezzano 12 \| \| Tony Trullo \| Allenatori \| Stefano Cioppi \| |               |                                     |             |  |
| |               |                                     |             |  |
| Muro 21, Caprari 21, Parente 10 | Punti         | Pazzi 15, Macchiniz 15, Rezzano 12  |             |  |
| Tony Trullo | Allenatori    | Stefano Cioppi                      |             |  |

| Arbitri: | Moretti Ceratto |

|                                  |            |                               |
| Parente 17, Caprari 12, Berti 12 | Punti      | Boni 27, Bellina 19, Conte 15 |
| Tony Trullo                      | Allenatori | Marcello Ghizzinardi          |

#### Final Four
| Milano 5 aprile 2007 semifinale, ore 18:30 UTC+2 | N.B. Brindisi | 75 – 65 (20-22;37-37;55-52) referto | Reyer Venezia | PalaLido |
| \| \| \| \| \| Li Vecchi 15, Camata 13, Mocavero 10 \| Punti \| Sartori 20, Prandin 14, Marini 10 \| \| Tony Trullo \| Allenatori \| Eugenio Dalmasson \| |               |                                     |               |          |
| |               |                                     |               |          |
| Li Vecchi 15, Camata 13, Mocavero 10 | Punti         | Sartori 20, Prandin 14, Marini 10   |               |          |
| Tony Trullo | Allenatori    | Eugenio Dalmasson                   |               |          |

| Arbitri: | Ciaglia Canestrelli |

|                                     |            |                                  |
| Cattabiani 17, Parente 14, Camata 9 | Punti      | Bellina 18, Conte 17, Picazio 13 |
| Tony Trullo                         | Allenatori | Walter De Raffaele               |

## Statistiche

### Statistiche di squadra
| Competizione   | Punti | In casa | In casa | In casa | In casa | In casa | In trasferta | In trasferta | In trasferta | In trasferta | In trasferta | Totale | Totale | Totale | Totale | Totale | Totale |
| Competizione   | Punti | G       | V       | P       | Ptf     | Pts     | G            | V            | P            | Ptf          | Pts          | G      | V      | P      | Ptf    | Pts    | Diff.  |
| -------------- | ----- | ------- | ------- | ------- | ------- | ------- | ------------ | ------------ | ------------ | ------------ | ------------ | ------ | ------ | ------ | ------ | ------ | ------ |
| B d'Eccellenza | 54    | 18      | 16      | 2       | 1524    | 1325    | 18           | 11           | 7            | 1376         | 1342         | 36     | 27     | 9      | 2900   | 2667   | +233   |
| Summer League  | 14    | 3       | 3       | 0       | 270     | 198     | 8            | 4            | 4            | 587          | 579          | 11     | 7      | 4      | 857    | 777    | +80    |
| Totale         | 68    | 21      | 19      | 2       | 1794    | 1523    | 26           | 15           | 11           | 1963         | 1921         | 47     | 34     | 13     | 3757   | 3444   | +313   |

### Statistiche dei giocatori
| Nome               | G  | Pun  | Min  | Falli | Falli | Tiri da 2 | Tiri da 2 | Tiri da 2 | Tiri da 3 | Tiri da 3 | Tiri da 3 | Tiri Liberi | Tiri Liberi | Tiri Liberi | Rimbalzi | Rimbalzi | Rimbalzi | Stop | Stop | Palle | Palle | Ass  | Val  | Media Punti | Media Val. |
| Nome               | G  | Pun  | Min  | C     | S     | R         | T         | %         | R         | T         | %         | R           | T           | %           | O        | D        | T        | D    | S    | P     | R     | Ass  | Val  | Media Punti | Media Val. |
| ------------------ | -- | ---- | ---- | ----- | ----- | --------- | --------- | --------- | --------- | --------- | --------- | ----------- | ----------- | ----------- | -------- | -------- | -------- | ---- | ---- | ----- | ----- | ---- | ---- | ----------- | ---------- |
| Marco Caprari      | 36 | 574  | 1095 | 93    | 95    | 122       | 206       | 59.2      | 81        | 196       | 41.3      | 87          | 111         | 78.4        | 6        | 124      | 130      | 3    | 11   | 110   | 58    | 57   | 480  | 15,9        | 13,3       |
| Alejandro Muro     | 30 | 536  | 955  | 66    | 99    | 94        | 163       | 57.7      | 81        | 195       | 41.5      | 105         | 123         | 85.4        | 14       | 61       | 75       | 1    | 5    | 86    | 42    | 68   | 463  | 17,9        | 15,4       |
| Andrea Camata      | 35 | 404  | 852  | 130   | 85    | 168       | 237       | 70.9      | 1         | 1         | 100.0     | 65          | 90          | 72.2        | 87       | 188      | 275      | 32   | 4    | 76    | 43    | 15   | 550  | 11,5        | 15,7       |
| Filippo Cattabiani | 35 | 372  | 1018 | 83    | 96    | 93        | 169       | 55.0      | 44        | 138       | 31.9      | 54          | 77          | 70.1        | 17       | 142      | 159      | 3    | 3    | 67    | 55    | 55   | 394  | 10,6        | 11,3       |
| Manuele Mocavero   | 36 | 335  | 659  | 100   | 128   | 112       | 166       | 67.5      | 3         | 8         | 37.5      | 102         | 157         | 65.0        | 63       | 68       | 131      | 9    | 3    | 60    | 36    | 15   | 377  | 9,3         | 10,5       |
| Agostino Li Vecchi | 18 | 192  | 453  | 48    | 53    | 42        | 94        | 44.7      | 20        | 65        | 30.8      | 48          | 53          | 90.6        | 8        | 66       | 74       | 5    | 3    | 27    | 21    | 11   | 176  | 10,7        | 9,8        |
| Daniele Parente    | 32 | 139  | 960  | 61    | 78    | 24        | 57        | 42.1      | 24        | 91        | 26.4      | 19          | 32          | 59.4        | 16       | 93       | 109      | 0    | 3    | 59    | 67    | 97   | 254  | 4,3         | 7,9        |
| Simone Berti       | 36 | 129  | 597  | 80    | 62    | 42        | 78        | 53.8      | 7         | 25        | 28.0      | 24          | 44          | 54.5        | 18       | 67       | 85       | 7    | 5    | 48    | 37    | 25   | 138  | 3,6         | 3,8        |
| Giovanni Sardano   | 18 | 106  | 317  | 40    | 25    | 9         | 18        | 50.0      | 25        | 63        | 39.7      | 13          | 17          | 76.5        | 4        | 21       | 25       | 0    | 0    | 27    | 17    | 11   | 66   | 5,9         | 3,7        |
| Riccardo Cortese   | 19 | 88   | 215  | 44    | 24    | 22        | 31        | 71.0      | 7         | 22        | 31.8      | 23          | 33          | 69.7        | 1        | 18       | 19       | 3    | 1    | 14    | 13    | 8    | 62   | 4,6         | 3,3        |
| Alessandro Piazza  | 9  | 18   | 111  | 19    | 17    | 1         | 5         | 20.0      | 1         | 6         | 16.7      | 13          | 16          | 81.3        | 7        | 4        | 11       | 0    | 2    | 11    | 4     | 16   | 22   | 2           | 2,4        |
| Salvatore Leo      | 5  | 5    | 16   | 3     | 0     | 1         | 4         | 25.0      | 1         | 1         | 100.0     | 0           | 0           | 0.0         | 1        | 2        | 3        | 1    | 0    | 1     | 0     | 0    | 2    | 1           | 0,4        |
| Andrea Rubino      | 2  | 2    | 2    | 0     | 0     | 0         | 1         | 0.0       | 0         | 0         | 0.0       | 2           | 2           | 100.0       | 0        | 0        | 0        | 0    | 0    | 0     | 0     | 0    | 1    | 1           | 0,5        |
| squadra            | 0  | 0    | 0    | 5     | 6     | 0         | 0         | 0.0       | 0         | 0         | 0.0       | 0           | 0           | 0.0         | 68       | 38       | 106      | 0    | 0    | 10    | 133   | 0    | 230  | 0           | 0          |
| TOTALE             | 36 | 2900 | 7250 | 772   | 768   | 730       | 1229      | 59.4      | 295       | 811       | 36.4      | 555         | 755         | 73.5        | 310      | 892      | 1202     | 64   | 40   | 596   | 526   | 378  | 3215 | 80,6        | 89,3       |
| MEDIE              |    |      |      | 21.4  | 21.3  | 20.3      | 34.1      | 59.4      | 8,5       | 22.5      | 36.4      | 15.4        | 21.0        | 73.5        | 8.6      | 24.8     | 33.4     | 1.8  | 1.1  | 16.6  | 14.6  | 10.5 |      |             |            |

## Fonti
Superbasket (periodico) edizione 2006-07